# Yuki (Volk)

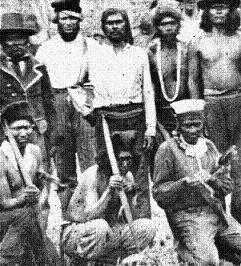
Mitglieder der Yuki um 1858

Die Yuki sind ein nordamerikanischer Indianerstamm und bewohnen das Gebiet um das Tal Round Valley im Mendocino County, Nordkalifornien, jedoch siedelten Stämme der Yuki auch weit südwärts bis Hood Mountain im heutigen Sonoma County. In ihrer gleichnamigen Sprache Yuki nennen sie sich jedoch Ukomno'm – ‚Valley People‘ – ‚Volk im Tal‘.
Amerikaner trafen zuerst auf ihre östlichen Nachbarn und Konkurrenten, den Nomlaki (auch Noamlakee, Central Wintun, Nomelaki) und übernahmen deren Bezeichnung Yuki (‚Feinde‘) als Namen. Yuki ist daher ein Exonym, also ein Name für eine Gruppe von einer meist fremdsprachigen anderen Gruppe.
In der Vergangenheit waren sie ein Volk von sesshaft gewordenen Jägern und Sammlern, die jedoch häufig (bewaffnete) Konflikte mit ihren Nachbarn hatten. Bedingt durch die weiße Besiedlung Amerikas wurde der Stamm von einer Pockenepidemie 1838 getroffen. 1870 wurde das Tal zu einem Reservat erklärt, Siedler mussten das Tal verlassen, neue Siedler durften sich nicht ansiedeln. Jedoch wurden andere Indianer in das Reservat gebracht, wie die Pomo oder die Lassik. Vor der europäischen Besiedlung kann man von einer Population von etwa 6.000 bis 12.000 Yuki ausgehen, die Werte sind aber sehr ungenau. 1860 gab es nur noch etwa 600 Einwohner, seit 1900 geht man von etwa 100 Yuki aus. Der Bevölkerungsrückgang im 19. Jahrhundert ist auch auf Genozid zurückzuführen.
Die Yuki waren zwar matrilinear, ihre Gesellschaft war dennoch ein Patriarchat. Auch Polygamie war teilweise verbreitet. Die Yuki bestanden aus verschiedenen Unterstämmen. Am größten waren die Ukomno'm, außerdem gab es unter anderem die Ta'no'm, Huititno'm, Sukshaltatano'm, Onkolukomno'm und die Witukomno'm.